# Muzeum knihy
Muzeum knihy bylo muzeum ve Žďáře nad Sázavou, bylo stálou expozicí Národního muzea v Praze, založeno bylo 22. září 1957 a zrušeno bylo 31. října 2014. Umístěno bylo v bývalém klášteře a zámku Žďár nad Sázavou v čp. 13.

## Historie
Muzeum bylo založeno v roce 1957, primárně se o jeho založení zasloužil knihovník Bomumír Lifka ve spolupráci se Státní památkovou správou. V muzeu za 57 let jeho existence proběhlo 52 výstav, první proběhla v roce 1960, poslední v roce 2014. Muzeum bylo v roce 2014 zrušeno – dle vyjádření Národního muzea proto, že koncept muzea byl již zastaralý a na modernizaci nebyl dostatek finančních prostředků. V současnosti se v areálu zámku nachází Muzeum nové generace, které bylo otevřeno v roce 2015. Díky revitalizaci celého areálu se také konají různé kulturní akce, přednášky a festivaly, např. festival současného pohybového umění a tance KoresponDance nebo festival Čtvero ročních období. 

## Expozice
Součástí expozice, která se nacházela ve 21 místnostech zámku, byly sbírky, které představovaly dějiny písma, knih a knihtisku v evropských souvislostech. V expozici byla např. místnost středověkého skriptoria mnicha-písaře, knihařské dílny, knihovna knih na řetězech a podobně. Součástí sbírky bylo také původní vybavení zámku, vybavení historika Gelasia Dobnera, kubistický nábytek z odkazu Jarmila Krejcara, vyřezávaný nábytek Josefa Váchala nebo barokní knihovna kapucínského kláštera v Roudnici nad Labem či zámecká knihovna ze zámku v Mladé Vožici. Byly také vystaveny původní nástroje pro tisk knih, jako ruční lis, rychlolis či stroj Linotyp. Mezi nejvzácnější exponáty patřilo faksimile Jenského kodexu.

## Připomínka
V trvalé expozici Regionálního muzea města Žďáru nad Sázavou v Moučkově domě se nachází připomínka Muzea knihy. Je zde kromě jiných exponátů i dřevěná deska s nápisem Muzeum knihy, která byla umístěná nad jeho vchodem a maketa renesanční pícky z tiskařské dílny z dioramatu od Karla Škvora. Josefa Váchala připomíná exlibris Máni Přibilové. Zajímavostí je rukavice, která byla zazděná za vitrínami v Muzeu knihy buď při jeho vzniku, nebo při jednom z prvních rozšiřování expozice.

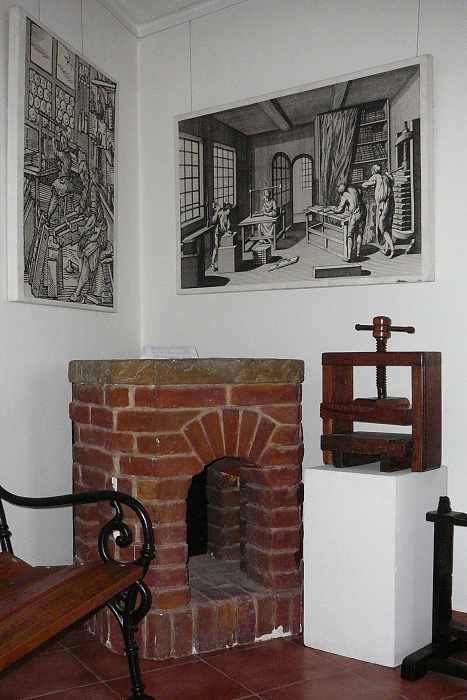
Připomínka zrušeného Muzea knihy v trvalé expozici Regionálního muzea města Žďáru nad Sázavou v Moučkově domě.